# Evening Exchange
L'Evening Exchange, ou New-York Evening Exchange était un marché boursier de New York qui a opéré de 17 heures à minuit pendant la guerre de sécession  américaine, pour concurrencer le New York Stock Exchange et son autre rival,  l'Open Board of Stock Brokers.

## Histoire
Jusqu'à la guerre de sécession  américaine, le New York Stock Exchange, principal marché boursier de New York, ne négociait les actions et obligations que le matin. Il est ensuite concurrencé par un nouveau marché boursier, le "Public Stock Board", fondé par George Henriques à la fin de l'année 1862, qui se réunit également l'après-midi pour deux sessions, au 23 William Street, et acquiert le surnom de "The Coal Hole" (le trou à charbon). 
Une partie des traders le quittent ensuite en mars 1864 pour le marché appelé "Open Board of Stock Brokers", qui prend de fait peu à peu sa place. Cette nouvelle institution fut appelée le « Comité public des agents de change » et a parfois organisé une « Bourse du Soir », lorsque les événements le justifiaient, en particulier quand le marché boursier a commencé à s'emballer en mai 1862. Le New York Times mentionne des échanges tenus dans un hôtel de la 5e Avenue dès novembre 1863 et le New York Herald décrit ce lieu enfiévré comme le "Trou noir de Calcutta".
L'un des courtiers de cet Open Board of Stock Brokers, Robert H. Gallaher, décide alors de louer les caves de l'hôtel et fait payer 25 cents l'entrée de la criée, qui a lieu tous les soirs de 17 heures à minuit, à partir du 19 janvier 1864 selon le Times. En mars, il est décidé de déménager à Broadway, à l'angle de la 23e rue, selon l'historien Robert Sobel, qui affirme que c'était aussi le siège du Parti Républicain. Gallaher déménage à nouveau, en juin, sa criée, qui peut selon lui accueillir 1500 personnes, d'autres sources parlant d'un millier, au 164 de la 5e Avenue puis revient à Broadway en novembre avant de faire ériger un bâtiment à l'angle de la 5e Avenue et de la 24e rue, qui ouvre en avril 1865. 
À la fin du mois d'août 1865, le New York Stock Exchange, l'Open Board of Stock Brokers et le New York Gold Exchange interdisent alors à leurs membres de fréquenter l'Evening Exchange, sous prétexte des risques causés par la faillite de Ketchum, Son & Co, courtier qui chute dans le sillage des cours de l'or, le 15 août 1865. En effet, entre la fin février 1865 et la bataille d'Appomattox Court House, le cours du métal précieux a  abandonné le quart de sa valeur et les cours moyens des actions 15%. Les échanges sur l'Evening Exchange ont alors déjà beaucoup diminué. Dans plusieurs articles et éditoriaux, le New York Herald l'accuse de tous les maux, y compris de casser les familles et ruiner les gens ordinaires, qu'ils soient coiffeurs, épiciers ou tailleurs, et de faire monter le taux de crime à New York. Le marché du soir a ainsi dû fermer, alors que son unique propriétaire préparait une entrée en Bourse pour financer son développement.